# ボーテン・デーン・ンガームSEZ
ボーテン・デーン・ンガーム特定経済区 (ラオス語:ເຂດເສດຖະກິດສະເພາະບໍ່ເຕັນແດນງາມ、英語：Boten Beautiful Border Specific Economic Zone)は、ラオスのSEZ国家管理委員会の管理する経済特区の一つ。ラオス北部ルアンナムター県ルアンナムター郡に位置する。2003年12月9日に当初はボーテン・デーン・カム国境貿易区(ラオス語:ເຂດການຄ້າຊາຍແດນບໍ່ເຕັນແດນຄຳとして承認された。その後2010年2月にボーテン黄金城特別経済区(ラオス語:ເຂດເສດຖະກິດພິເສດບໍ່ເຕັນແດນຄຳ）に格上げされた。
その後、2012年4月にはデベロッパーであるHong Kong Fuk Hing Travel Entertainment Group Ltdは株式の85%を雲南省のYunnan Hai Cheng Industrial Group Stock Co.,Ltdへと売却し、同時にラオス政府は特別経済区から特定経済区へと格下げした。

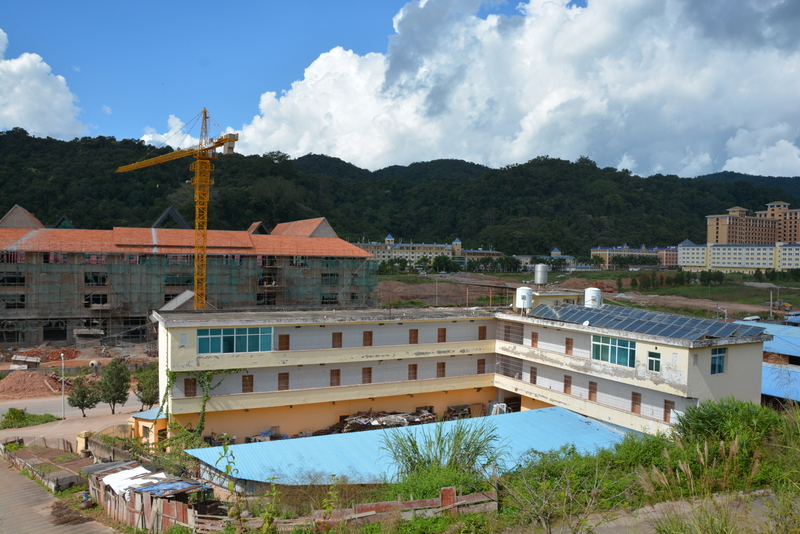
ボーテンデーンンガム経済特区

## 所在地
ルアンナムター県ルアンナムター郡ボーテン村

## デベロッパー
デベロッパーはGolden City Groupで香港のHong Kong Fuk Hing Travel Entertainment Group Ltdと雲南省のYunnan Hai Cheng Industrial Group Stock Co.,LtdによるJVである。

## 用地
- 総面積は1640ha